# Roland Mousnier
Roland Émile Mousnier (París, 7 de septiembre de 1907 - 9 de febrero de 1993) fue un historiador francés, especialista en la Edad Moderna en Francia y en estudios de civilizaciones comparadas.
Estudió en la École pratique des hautes études, fue agregado de Historia en 1931 y, entre 1932 y 1947, profesor de instituto en Ruan y París. Durante la Segunda Guerra Mundial, perteneció a la Resistencia. Profesor en la Universidad de Estrasburgo (1947-1955) y la Sorbona (1955-1977). Interesado en la Historia social, va a Estados Unidos a estudiar sociología y antropología. Casado en 1934 con Jeanne Lecacheur.
Roland Mousnier pertenece al pequeño grupo de historiadores de posguerra que no pertenece ni a la Escuela de los Annales ni a la corriente marxista. Situado en la derecha católica,[cita requerida] mantuvo una célebre polémica con el historiador soviético y marxista Boris Porchnev, en torno a si las revueltas campesinas del siglo XVII en Francia reflejaban o no una lucha de clases, ya que Mousnier negaba la idea misma de que pudiera haber tal cosa en Francia en esa época. Según él, las clases sociales no se manifestaron en la sociedad francesa como factor de importancia antes del siglo XVIII, con el comienzo de una economía más orientada al mercado.

Más célebre le hizo su teoría de que la Francia de la Edad Moderna era una "sociedad de órdenes", en la que el honor, el estatus y el prestigio social se consideraban más importantes que la riqueza. En consecuencia, la sociedad se dividía verticalmente según los rangos sociales, y no horizontalmente según las clases. Mousnier consagró su vida a estudiar cómo las relaciones entre órdenes diferentes operaban a través de las relaciones de patronaje o clientelismo. Veía relaciones de tipo patrón-cliente (maîtres-fidèles) en las relaciones entre órdenes socialmente superiores y socialmente inferiores. En general, Mousnier concentró su atención sobre las élites en la sociedad francesa. Constata así que las diferencias entre órdenes como la nobleza de espada y la nobleza de toga (noblesse d'épée y noblesse de robe) importaban más que las diferencias entre nobleza y campesinado.

Uno de sus libros más conocidos, El asesinato de Enrique IV, examina el clima de la opinión y el contexto social en Francia en 1610. Su conclusión es que existían muchos Ravaillacs en potencia que buscaban una ocasión de matar al rey. En Las Jerarquías Sociales de 1450 a nuestros días (1969) estudia la forma en que civilizaciones (sic) tan diferentes como Tíbet, China, Alemania, Rusia y Francia se organizaron a través del tiempo. En esta obra se muestra muy crítico con las sociedades comunistas y las que se fundan sobre "órdenes tecnocráticos".